# Parthenope – Neapels hjärta
Parthenope – Neapels hjärta är en fransk-italiensk dramafilm från 2024, regisserad av Paolo Sorrentino. Filmen hade världspremiär under filmfestivalen i Cannes 2024, där den deltog i tävlingen om Guldpalmen.
Filmen hade biopremiär i Sverige den 20 december 2024, utgiven av Triart Film.

## Rollista (i urval)
- Stefania Sandrelli – Parthenope
- Gary Oldman – John Cheever